# Grand Tournalin
Il Grand Tournalin (pron. fr. AFI: [ɡʁɑ̃ tuʁnalɛ̃] - 3.379 m s.l.m.) è una montagna delle Alpi Pennine situata nella Valle d'Aosta lungo lo spartiacque tra la val d'Ayas e la Valtournenche.

## Caratteristiche

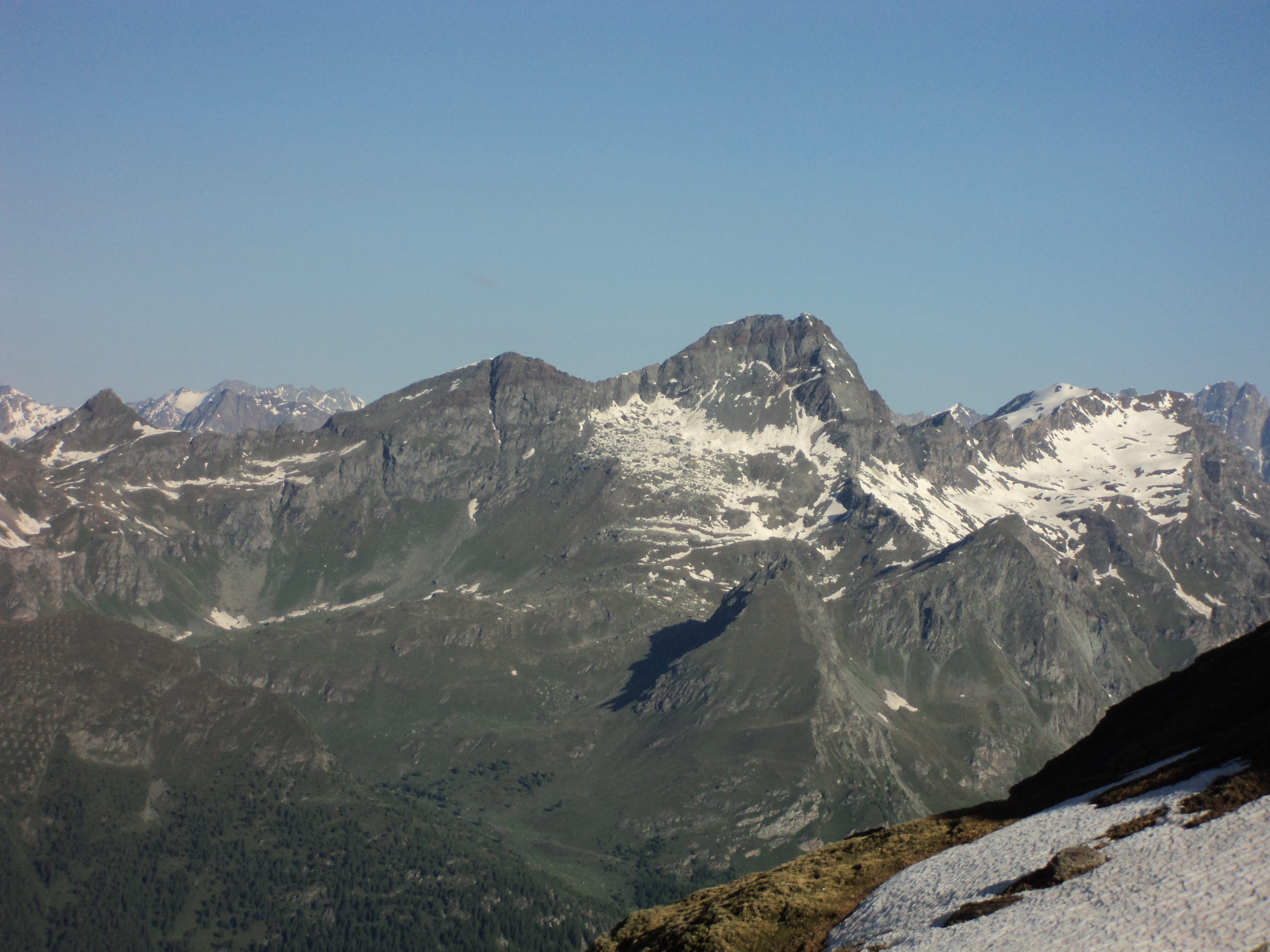
Il Grand e il Petit Tournalin visti dal colle Pinter (lungo lo spartiacque tra la val d'Ayas e la valle del Lys).

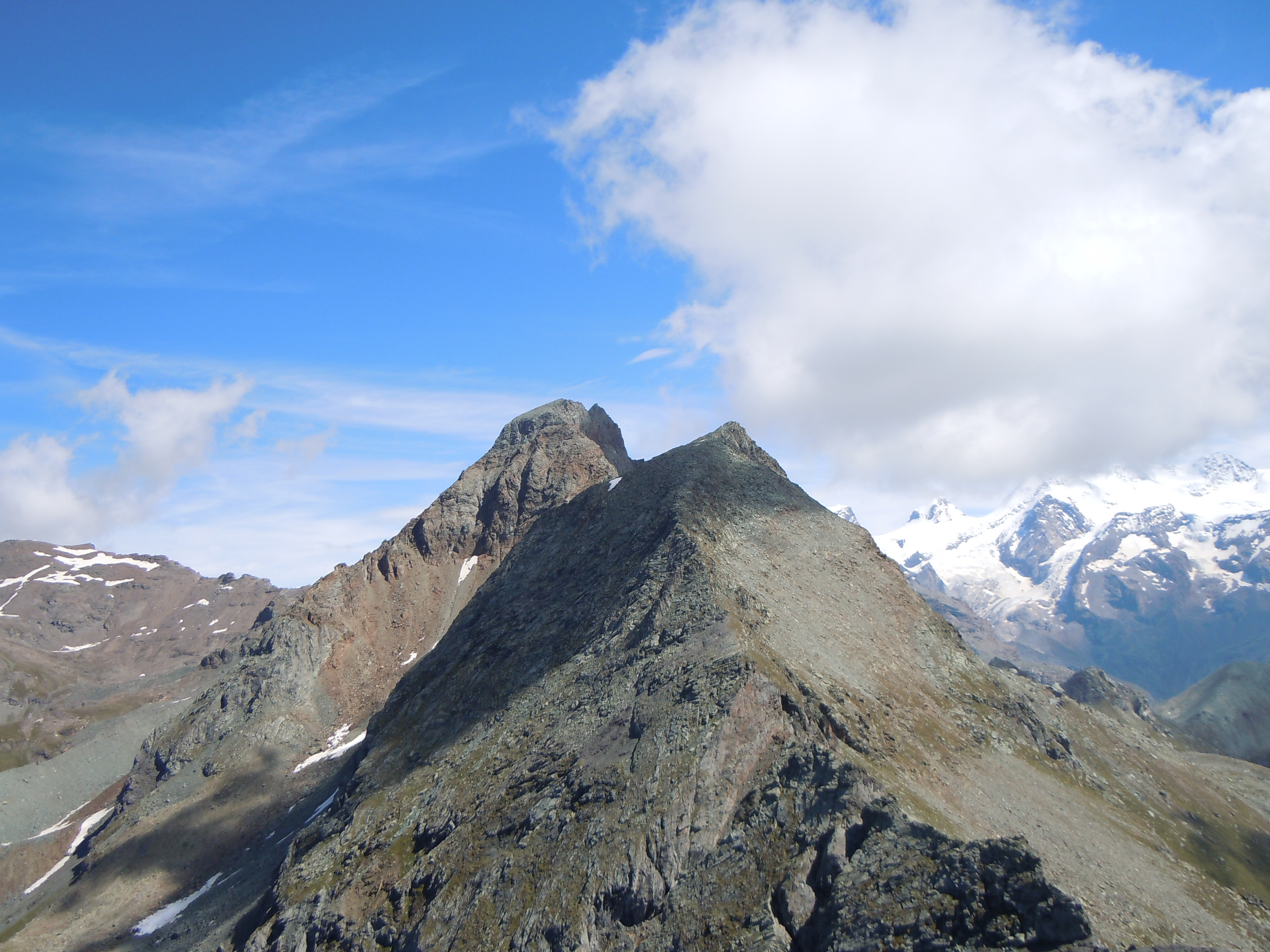
Il Grand Tournalin e il Petit Tournalin dalla Becca Trecare.

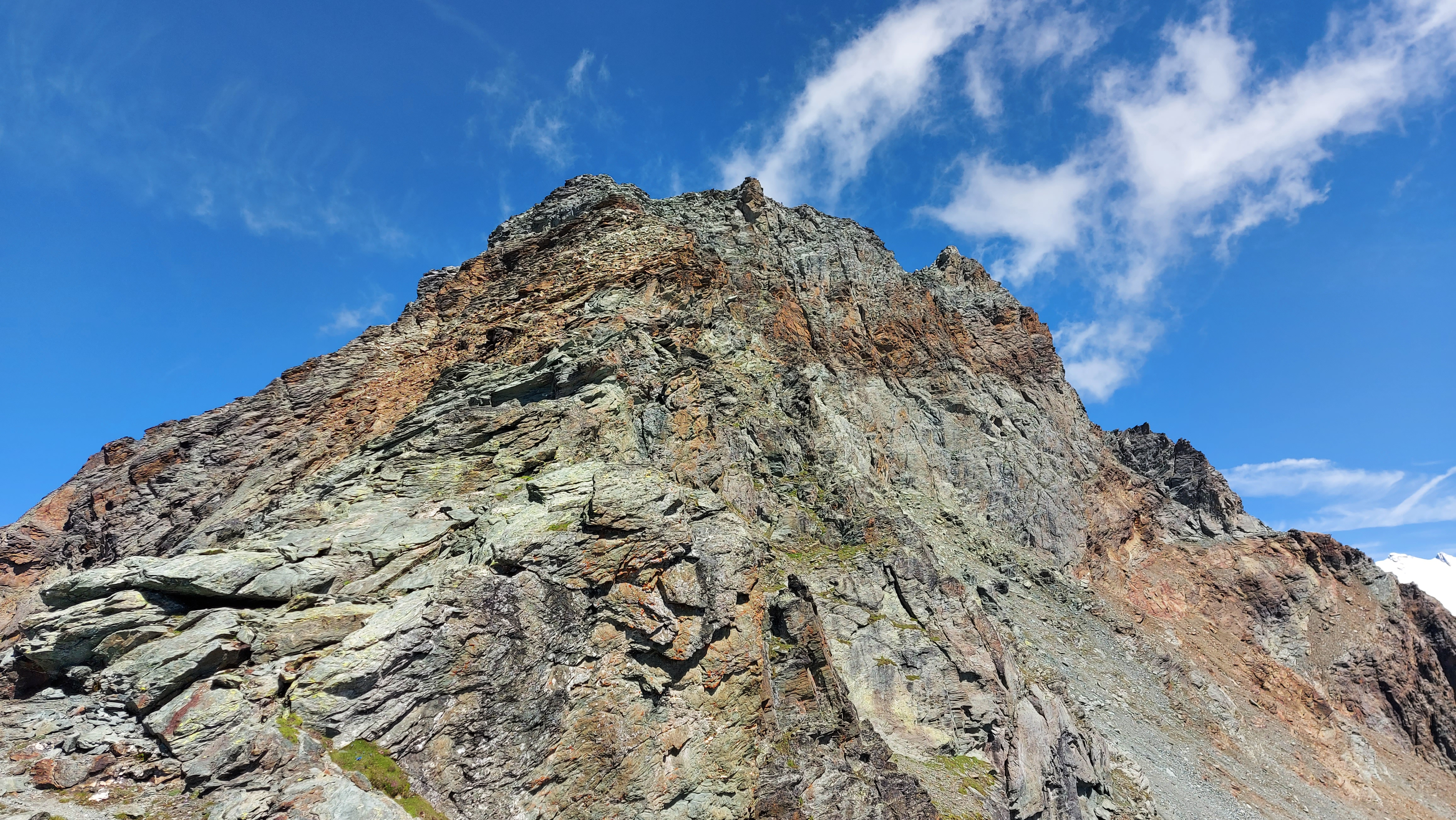
Il Grand Tournalin visto dalla vetta del Petit Tournalin.

È una montagna particolarmente famosa e frequentata. Dalla vetta si gode una particolare visuale sul Cervino. Fu salita la prima volta l'8 agosto 1863 da Edward Whymper e Jean-Antoine Carrel, che raggiunsero la vetta per studiare la via di salita al Cervino.

## Rifugi
Il rifugio Grand Tournalin (2.600 m) è costruito ai suoi piedi.

## Accesso alla vetta
Un possibile itinerario di salita parte dalla frazione Cheneil di Valtournenche. Dalla frazione si sale al colle tra il Grand Tournalin ed il Petit Tournalin (3.207 m). Dal colle si segue la cresta accessibile da tutti con breve tratto attrezzato ma semplice da attraversare per giungere in pochi istanti sull'anticima (3.370 m). La vetta vera e propria la si raggiunge sempre per cresta e presenta difficoltà alpinistiche.